# Патријарх српски Спиридон
Спиридон I је био архиепископ пећки и патријарх српски од 1380. до 1389. године.
Изабран је на сабору српске цркве 1380. године, након повлачења са тог места, његовог претходника патријарха Јефрема. Кнез Лазар и чланови сабора преклињали су патријарха Јефрема да не напушта патријаршки трон, али је он био доследан, и члановима сабора предложио за свог наследника Спиридона. Када су кнез Лазар, који је сазвао сабор, и присутни архијереји и остали учесници увидели да је патријарх Јефрем одлучан, послушали су његов савет и изабрали Спиридона за патријарха. О том избору и Јефремовом предлогу остала су сведочанства епископа Марка, затим писани траг у Троношком родослову и Општем листу.
Животни пут Спиридона, до избора за поглавара Српске цркве мало је познат. Забележено је да је родом из Ниша и да је био сабрат светогорског манастира Панталејмона. Припадао високом кругу српске културне елите, која је дала најсјајније писце тог раздобља, и која је у Светој гори, у сарадњи са другим словенским манастирима, увела нови стил црквенословенског правописа у словенску књижевност. Претпоставља се да су уводни делови у пет повеља кнеза Лазара, судећи по стилским одликама, дело патријарха Спиридона.
Неки извори наводе да је Спиридон, пре избора за српског патријарха, био епископ Цезарополиса, а доцније митрополит у Мелнику. Ову претпоставку поткрепљују и два акта из светогорског манастира Ватопеда у којима се, октобра 1377. године, помиње митрополит Спиридон. Једну повељу кнеза Лазара издату 1379/80. године манастиру Хиландару потврдио је и патријарх Спиридон.
За име патријарха Спиридона везана је и тзв. «Горњачка повеља». Патријарха Спиридона везују и са Повељом о оснивању киновитског манастира Дренче у Жупи код Александровца, задужбина монаха Доротеја и његовог сина Данила, потоњег патријарха српског Данила III. Никодим Мирчета, преписујући 1387. године Летовник у манастиру Светих Арханђела код Призрена, наводи да је тада „на престолу патријарх српски кир Спиридон“.
Патријарх Спиридон је 19. јануара 1388. године потврдио стварање задужбине властелина Обрада Драгојловића, цркву Пресвете Богородице, у селу Кукоњ код Брвеника на Ибру.
Патријарх српски Спиридон био је на трону Српске цркве у врло тешким временима, у време велике најезде Турака, који редом освајају Софију, Сер, Бер и Јањину.
По сведочанствима тог времена он је причестио српску војску пред Косовску битку уочи Видовдана 1389. године.
Патријарх Спиридон је надживео косовску трагедију једва два месеца. Умро је 11. августа 1389. године. Мошти овог српског светитеља налазе се у цркви Светог Димитрија у Пећкој патријаршији.

## Занимљивости
У филму Бој на Косову из 1989. у режији Здравка Шотре, лик патријарха Спиридона тумачио је Миодраг Радовановић.